# Prince Albert Northcote (circonscription saskatchewanaise)
Pour les articles homonymes, voir Prince Albert.
Circonscription électorale provinciale du Canada
Prince Albert Northcote est une circonscription électorale provinciale de la Saskatchewan au Canada. Elle est représentée à l'Assemblée législative de la Saskatchewan depuis 1991.

## Géographie
La circonscription consiste en la partie nord et ouest de la ville de Prince Albert.

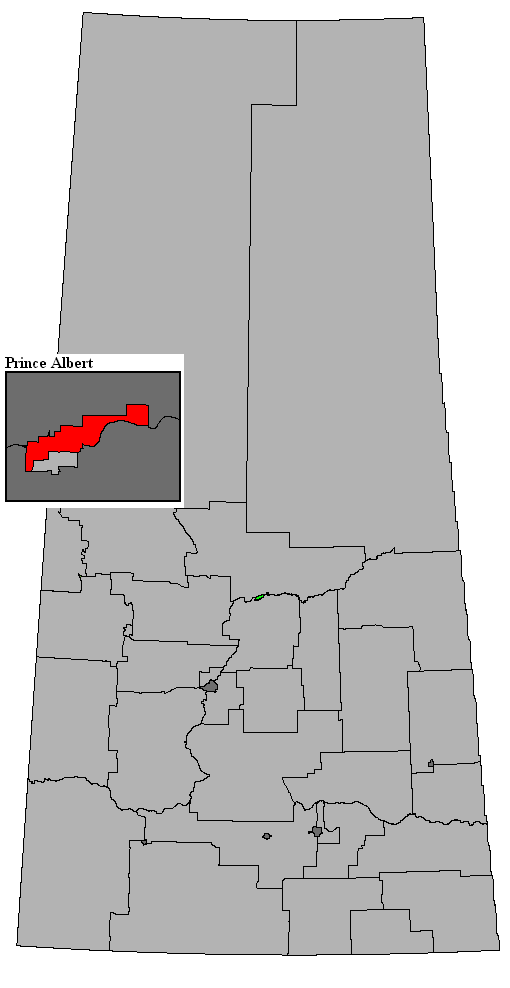
Frontière de la circonscription en 2016.
Frontière de la circonscription en 2022.

## Liste des députés
| Parlement | Années | Député | Député | Parti |
| Prince Albert Northcote Circonscription issue de Prince Albert, Prince Albert-Duck Lake et Shellbrook-Torch River | Prince Albert Northcote Circonscription issue de Prince Albert, Prince Albert-Duck Lake et Shellbrook-Torch River | Prince Albert Northcote Circonscription issue de Prince Albert, Prince Albert-Duck Lake et Shellbrook-Torch River | Prince Albert Northcote Circonscription issue de Prince Albert, Prince Albert-Duck Lake et Shellbrook-Torch River | Prince Albert Northcote Circonscription issue de Prince Albert, Prince Albert-Duck Lake et Shellbrook-Torch River |
| --- | --- | --- | --- | --- |
| 22e | 1991–1995 | | Eldon Lautermilch (en)                                                                                            | Néo-démocrate |
| 23e | 1995–1999 | | Eldon Lautermilch (en)                                                                                            | Néo-démocrate |
| 24e | 1999–2003 | | Eldon Lautermilch (en)                                                                                            | Néo-démocrate |
| 25e | 2003–2007 | | Eldon Lautermilch (en)                                                                                            | Néo-démocrate |
| 26e | 2007–2011 | Darcy Furber | | Néo-démocrate |
| 27e | 2011–2016 | | Victoria Jurgens                                                                                                  | Saskathewanais |
| 28e | 2016–2020 | | Nicole Rancourt                                                                                                   | Néo-démocrate |
| 29e | 2020–2024 | | Alana Ross | Saskathewanais |
| 30e | 2024–Actuel | | Alana Ross | Saskathewanais |